# العلاقات التايلندية الفلسطينية
العلاقات التايلندية الفلسطينية هي العلاقات الدولية بين تايلاند ودولة فلسطين.

## التاريخ
اعترفت تايلاند بفلسطين كدولة ذات سيادة في 18 يناير 2012. كلا البلدين عضوان في حركة عدم الانحياز.
تُمثل دولة فلسطين لدى تايلاند عبر السفارة الفلسطينية لدى ماليزيا، كما تُمثل تايلاند لدى دولة فلسطين عبر سفارتها في الأردن.
شنت إسرائيل حربًا على قطاع غزة عام 2014. أعربت الحكومة التايلاندية عن دعمها الحل السلمي للصراع ودعت كل من إسرائيل وفلسطين إلى ضبط النفس. وأضافت أنها ستواصل دعم الجانبين، لكنها لن تتسامح مع الأنشطة الإرهابية التي يقوم بها أي من الجانبين.
في عام 2016، زار الرئيس محمود عباس تايلاند والتقى برئيس الوزراء برايوت تشان أو تشا.
في 12 يناير 2024، من أجل تعزيز العلاقات الثنائية، قام وليد أبو علي، سفير فلسطين لدى تايلاند والمقيم في كوالالمبور، بزيارة مجاملة لسعادة السيد بارنبري باهيدهانوكارا، نائب رئيس الوزراء ووزير الخارجية في الحكومة التايلاندية. أعلن الطرفان أنهما على استعداد للعمل على تعزيزها في أي مجالات قد يكون فيها اهتمام متبادل، وخاصة في مجال تعزيز التجارة والسياحة. 

### حرب الإبادة 2023
أعرب رئيس الوزراء التايلاندي سريتا ثافيسين عن أعمق تعازيه لحكومة وشعب إسرائيل، وأدان هجوم حركة حماس عبر طوفان الأقصى. كما وضع القوات الجوية الملكية التايلاندية على أهبة الاستعداد لإجلاء مواطنيها إذا لزم الأمر.
في وقت لاحق، قال نائب وزير الخارجية جاكابونج سانجماني إن موقف البلاد كان "موقفًا محايدًا" وأن الحكومة تفضل "حلًا يسمح لفلسطين وإسرائيل بالتعايش".
قُتل 44 مواطنًا تايلانديًا وفقًا للمصادر الإسرائيلية خلال معركة طوفان الأقصى، وتم اختطاف 31 آخرين إلى قطاع غزة واحتجازهم لدى حماس، قتل اثنان منهم في الأسر نتيجة للقصف الإسرائيلي. تم إطلاق سراح 23 منهم خلال وقف إطلاق النار في نوفمبر 2023.

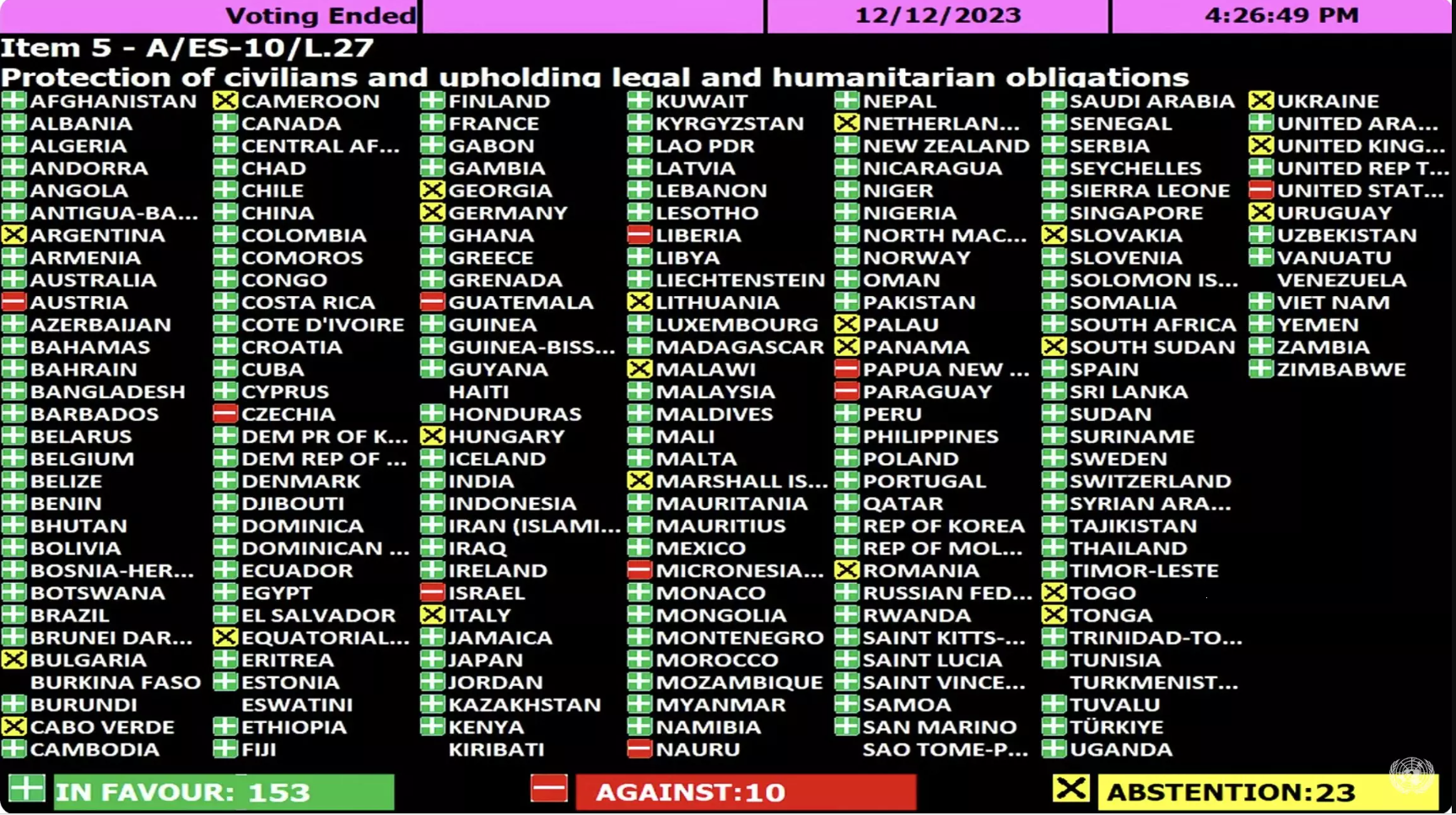
أيدت 153 دولة، بما في ذلك تايلاند، القرار الداعي إلى وقف إطلاق النار في غزة والذي أقرته الجمعية العامة للأمم المتحدة بأغلبية ساحقة في 12 ديسمبر 2023.

في 27 أكتوبر 2023، صوتت تايلاند مع 121 دولة لصالح قرار الجمعية العامة الذي يدعو إلى وقف فوري لإطلاق النار في حرب غزة. 
في فبراير 2025، عاد خمسة مواطنين تايلانديين إلى ديارهم بعد الإفراج عنهم خلال وقف إطلاق النار.